# Италия на летних Олимпийских играх 1908
Италия принимала участие в летних Олимпийских играх 1908 года в Лондон (Великобритания) в третий раз за свою историю и завоевала две золотые, две серебряные медали.

## 01!Золото
- Гимнастика, мужчины — Альберто Бралья.
- Греко-римская борьба, мужчины — Энрико Порро.

## 02!Серебро
- Лёгкая атлетика, мужчины, 800 метров — Эмилио Лунге.
- Фехтование, мужчины — Марчелло Бертинетти, Риккардо Новак, Абелардо Оливьер, Алессандро Пирцио Бироли.

## Результаты соревнований

### Академическая гребля
Олимпийские соревнования по академической гребле проходили с 28 по 31 июля в гребном центре в Хенли-он-Темс, где ежегодно проводятся соревнования Королевской регаты. В каждом заезде стартовали две лодки. Победитель заезда проходил в следующий раунд, а проигравший завершал борьбу за медали. Экипажи, уступавшие в полуфинале, становились обладателями бронзовых наград.
Мужчины
| Соревнование | Спортсмены     | Первый раунд         | Четвертьфинал              | Полуфинал            | Финал                | Место                |
| Соревнование | Спортсмены     | Соперник / Результат | Соперник / Результат       | Соперник / Результат | Соперник / Результат | Место                |
| ------------ | -------------- | -------------------- | -------------------------- | -------------------- | -------------------- | -------------------- |
| одиночки     | Джино Кьябатти | не участвовал        | HUNК. Левицки П неизвестно | завершил выступление | завершил выступление | завершил выступление |